# بالافروغي
بلدية بالافروغي (بالإسبانية: Palafrugell) هي بلدية تقع في مقاطعة جرندة التابعة لمنطقة كتالونيا شمال شرق إسبانيا.

## الديموغرافيا
بلغ عدد سكان بلدية بالافروغي 22.816 نسمة عام 2011 (وفقاً للمعهد الوطني الإسباني للإحصاء).
| 17.303 | 17.816 | 19.115 | 20.509 | 21.412 | 22.365 | 22.816 |

## أعلام
- ألبرت روكاس
- أنطونيو ميغيل بارا